# Ионный источник

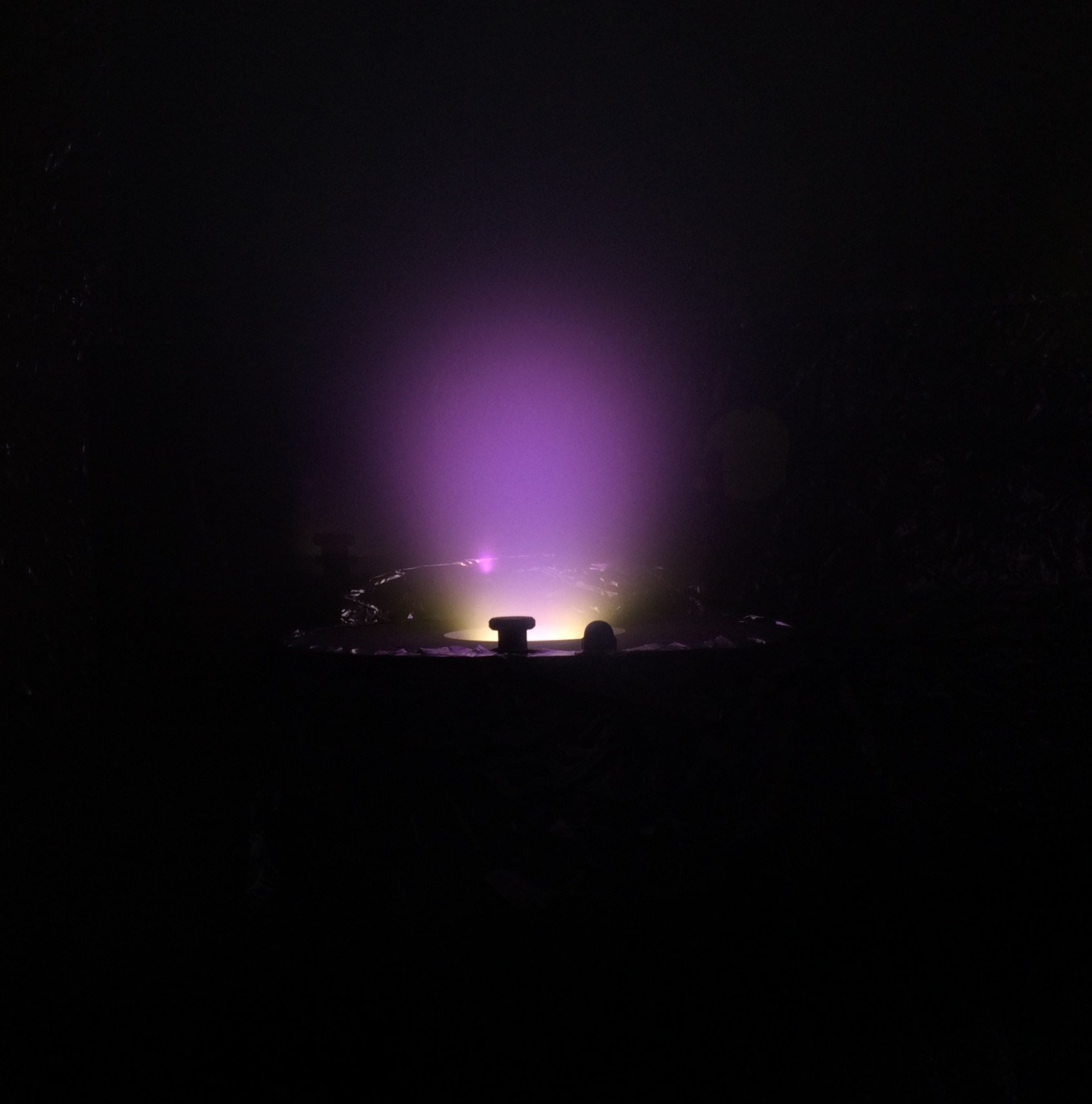
Свечение ионного источника, работающего на кислороде, в вакууме

Ио́нный исто́чник — устройство для получения направленных потоков (пучков) ионов. Ионный источник является важной частью ускорителей заряженных частиц, масс-спектрометров, ионных микроскопов, электромагнитных разделителей изотопов и многих других устройств.
Поток ионов может быть получен в результате ионной эмиссии из плазмы, при нагревании (термоионная эмиссия), при бомбардировке эмиттера (называется в этом случае мишенью) пучком ионов (ионно-ионная эмиссия), электронами (электронно-ионная эмиссия) и фотонами (фотодесорбция).